# Kim Tae-ri
Kim Tae-ri (* 24. April 1990 in Seoul) ist eine südkoreanische Schauspielerin.

## Leben
Kim hat Journalismus und Rundfunk an der Kyung Hee University studiert und wollte ursprünglich Nachrichtensprecherin werden. Während ihres Studiums nahm sie viele Neben- und Ferienjobs an und arbeitete bei einer Zeitung, in einem Kino sowie in Cafés und Schnellrestaurants.
Sie trat 2013 zunächst in Theaterstücken auf und gab 2015 ihr Filmdebüt als stummes Mädchen in Moonyoung, der auf dem Seoul Independent Film Festival 2015 Premiere feierte. 2016 spielte sie an der Seite von Kim Min-hee und Ha Jung-woo die Titelrolle in dem Film The Handmaiden von Park Chan-wook. Darin spielt sie eine Taschendiebin, die einem Hochstapler dabei helfen soll, dass sich eine reiche Erbin in ihn verliebt. Als sie als Dienstmädchen der reichen Frau angestellt wird, verlieben sich beide jedoch nach und nach ineinander. Beim Casting setzte sie sich gegen etwa 1.500 andere Kandidatinnen durch. Für die Rolle erhielt sie 2016 den Blue Dragon Award, den Director’s Cut Award und den Bu-il Film Award in der Kategorie Beste Nachwuchsdarstellerin.
2017 spielte sie in dem Film 1987 unter der Regie von Jang Joon-hwan an der Seite von Kang Dong-won, Ha Jung-woo und Kim Yun-seok eine der Hauptrollen. Der Film basiert auf dem Tod des Aktivisten Park Jong-chul, der sich für die Demokratie in Südkorea einsetzte. Er folgt den Aktivitäten der Gruppe, die die Wahrheit über den Tod ans Licht bringt.
Außerdem erhielt Kim die Hauptrolle für den Film Little Forest der Regisseurin Lim Soon-rye. Der Film basiert auf dem gleichnamigen Manga von Daisuke Igarashi und wurde 2018 veröffentlicht. In Little Forest spielt sie Hye-won, die des Stadtlebens überdrüssig ist und zurück in ihr Heimatdorf zieht. Die Figur sucht nach ihrer Seele und findet erneut den Mut zum Leben. Kim beschrieb die Dreharbeiten als positiv und genoss es, mit gleichaltrigen Schauspielern zusammenzuarbeiten.
Kims nächste beiden Projekte sind Science-Fiction-Filme: Das Weltraumabenteuer Space Sweepers unter Regie von Jo Sung-hee, indem Kim an der Seite von Song Joong-ki die Hauptrolle spielen wird, und der Zeitreise-Zweiteiler Alien von Choi Dong-hoon.

## Filmografie

### Filme
- 2015: Lock Out (락아웃, Kurzfilm)
- 2015: Moonyoung (문영, Kurzfilm)
- 2016: Die Taschendiebin (아가씨 Agassi / The Handmaiden)
- 2017: 1987
- 2018: Little Forest (리틀 포레스트)
- 2020: Space Sweepers (승리호 / Seungni-ho)
- 2022 Alienoid
- 2024 Alienoid 2

### Fernsehserien
- 2016: Entourage (안투라지, Episode 1, tvN, Cameo-Auftritt)
- 2018: Mr. Sunshine (미스터 션샤인, tvN)
- 2022: Twenty-Five Twenty-One (tvN)

## Auszeichnungen
2016
- Director’s Cut Award: Beste Nachwuchsdarstellerin für Die Taschendiebin[5]
- Buil Film Award: Beste Nachwuchsdarstellerin für Die Taschendiebin[6]
- Blue Dragon Award: Beste Nachwuchsdarstellerin für Die Taschendiebin

2017
- Asian Film Award: Beste Nachwuchsdarstellerin für Die Taschendiebin[15]
- Asia Artist Awards: Best Entertainer Award[16]